# Матросівка (Феодосійський район)
Матро́сівка (до 1948 року — Круглік Болгарський, Булгар Круґлік, крим. Bulğar Kruglik) — село Феодосійського району Автономної Республіки Крим. Населення становить 150 осіб. Орган місцевого самоврядування — Абрикосівська сільська рада.

## Географія
Матросівка — невеличке село в центрі району, у степовому Криму, у неглибокій долині річки Кхоур-Джилга, висота над рівнем моря — 107 м. Найближчі населені пункти: Бабенкове за 1,7 км на південь, Абрикосівка за 2,5 км на захід, Спасівка за 3 км на північний захід, Партизани за 2 км на північ та Тутівка за 4 км на схід. Райцентр Кіровське — приблизно за 26 км, там же найближча залізнична станція — Кіровська (на лінії Джанкой — Феодосія).

## Історія
Вперше в доступних джерелах назва зустрічається в  Списку населених пунктів Кримської АРСР за Всесоюзним переписом від 17 грудня 1926 року, згідно з яким село Круглик Болгарський входило до складу Ізюмівської сільради Феодосійського району. 15 вересня 1931 року Феодосійський район скасували і село включили до складу Старо-Кримського.
У 1944 році, після визволення Криму від нацистів, згідно з Постановою ДКО № 5984сс від 2 червня 1944, 27 червня кримські болгари були депортовані в Пермську область і Середню Азію.
Указом Президії Верховної Ради РРФСР від 18 травня 1948 року, Круглик Болгарський перейменували в Матросівку. Після ліквідації в 1959 році Старокримського району село перепідпорядкували Кіровському. Указом Президії Верховної Ради УРСР «Про укрупнення сільських районів Кримської області» від 30 грудня 1962 Кіровський район був скасований і село приєднали до Нижньогірського. 1 січня 1965-го Указом Президії ВР УРСР «Про внесення змін до адміністративного районування УРСР — по Кримській області» , знову включили до складу Кіровського.